# Arenostola
Arenostola là một chi bướm đêm thuộc họ Noctuidae.

## Các loài
- Arenostola phragmitidis – Fen Wainscot (Hübner, [1803])
- Arenostola taurica (Staudinger, 1899)
- Arenostola unicolor Warren, 1914
- Arenostola zernyi (Schwingenschuss, 1935)